# Enhagen-Ekbacken
Enhagen-Ekbacken est une localité de la commune de Västerås dans le comté de Västmanland en Suède.
Sa population était de 1 095 habitants en 2019.